# مراقبت از داده‌ها
مراقبت از داده‌ها به معنای رفتار مسئولانه، منصفانه و محترمانه با اطلاعات شخصی افراد است. با گسترش روزافزون استفاده از داده‌ها در جوامع مختلف در سراسر جهان، اهمیت محافظت از آن‌ها نیز افزایش یافته است. این موضوع به‌ویژه هنگام ذخیره اطلاعات حساس مانند داده‌های پزشکی بیماران، اطلاعات کارکنان یا داده‌های خصوصی شهروندان اهمیت بیشتری پیدا می‌کند. مفهوم مراقبت از داده‌ها در نتیجه افزایش بهره‌برداری از داده‌ها در طول زمان شکل گرفته و به روشی اشاره دارد که در آن باید با دقت و احترام با داده‌های افراد برخورد شود. این مسئولیت بر عهده نهادهایی است که داده‌ها را جمع‌آوری و پردازش می‌کنند، از جمله شرکت‌ها و سیاست‌گذاران. آن‌ها باید در استفاده از داده‌ها، فلسفه‌های اخلاقی را در نظر داشته و حقوق افراد را محترم بشمارند. همچنین، مفهوم «محاسبات کند» می‌تواند رویکردی مؤثر برای استفاده محتاطانه‌تر از داده‌ها ارائه دهد و به ارتقاء مراقبت صحیح از آن‌ها کمک کند.

## تعریف مراقبت از داده‌ها
تعریف مراقبت از داده‌ها به معنای رفتار منصفانه و محترمانه با افراد و اطلاعات خصوصی آنها از نظر داده‌هایشان است. مراقبت از داده‌ها اصطلاحی است که توسط صنعت امنیت سایبری استفاده می‌شود تا به مردم آموزش دهد که از داده‌های خود در رسانه‌های اجتماعی و دستگاه‌های تلفن همراه خود بیشتر مراقب کنند. چنین اطلاعاتی می‌تواند اطلاعات بانکی، آدرس و سایر اطلاعات شخصی آنها باشد. در سال ۲۰۱۹، یک لایحه ایالات متحده، پلتفرم‌های رسانه‌های اجتماعی را ملزم به مسئولیت‌پذیری بیشتر در قبال داده‌های خصوصی کاربران خود کرد که به تضمین مراقبت صحیح از داده‌ها کمک می‌کند. این یک نمونه از چگونگی اعمال سیاست صحیح مراقبت از داده‌ها است که به این شرکت‌ها برای دستیابی به عدالت داده‌ها فشار می‌آورد. مراقبت از داده‌ها با هدف فراهم کردن امکان پیمایش داده‌ها در عین مقابله با قدرت داده‌ها و تشویق «محاسبات کند» انجام می‌شود که همه اینها به کاهش داده‌سازی و دشوارتر شدن ردیابی داده‌های افراد کمک می‌کند. این امر همچنین جایگزین‌های متن‌باز را برای دشوارتر شدن ردیابی داده‌ها تشویق می‌کند. این رویکردی است که صنعت امنیت سایبری مدتی است به عنوان وسیله‌ای برای کمک به محافظت از حریم خصوصی افراد، روی آن کار می‌کند. مراقبت صحیح از داده‌ها به افرادی که سواد داده‌ای ضعیف‌تری دارند، کمک می‌کند، به مدیریت داده‌ها در مبارزات سیاسی کمک می‌کند و به شرکت‌ها فشار می‌آورد تا در استفاده از داده‌ها اخلاقی‌تر عمل کنند. این امر می‌تواند به تولید برنامه‌های متن‌باز و ایجاد فناوری که اطلاعات خصوصی عموم را در اولویت قرار می‌دهد، کمک کند. مراقبت صحیح از داده‌ها به دستیابی به عدالت داده‌ها کمک می‌کند و منجر به حاکمیت داده‌ها می‌شود.

## اخلاق مراقبت از داده‌ها
اولویت دادن به مراقبت و احترام مناسب به داده‌های افراد از اهمیت بالایی برخوردار است و مستلزم اخلاق خوب و انتخاب‌های اخلاقی مناسب برای محافظت از حریم خصوصی افراد است. مراقبت از داده‌ها شامل محافظت از داده‌های افراد در اقدامات پزشکی، قانون، سیاست، سازماندهی جامعه، جنگ و روابط بین‌الملل است. بیمارستان‌ها داده‌های بیماران خود را ایمن نگه می‌دارند، داده‌هایی مانند داده‌های مراقبت‌های بهداشتی معمول و تماس با بیمار. داده‌ها اکنون به صورت الکترونیکی نگهداری می‌شوند و جایگزین پرونده‌های کاغذی می‌شوند. داده‌های به دست آمده از بیمارستان‌ها اغلب موضوع تحقیق قرار می‌گیرند، نتایج را نمی‌توان برای یک فرد ردیابی کرد و در صورتی که بیماران بخواهند برای استفاده از داده‌های خود در تحقیقات خودداری کنند، از قبل به آنها اطلاع داده می‌شود. مراقبت از داده‌ها به عنوان نوعی اخلاق تلقی می‌شود و اصول اخلاقی عدالت و حقوق را در نظر می‌گیرد.

## درک داده‌ها
افزایش جهانی داده‌های دیجیتال منجر به میلیاردها مصرف‌کننده در سراسر جهان شده است، این امر می‌تواند به شرکت‌ها اجازه دهد تا از این داده‌ها به روشی غیراخلاقی استفاده کنند. داده‌ها می‌توانند توسط مقامات برای دسترسی، استفاده یا مدیریت داده‌های افراد استفاده شوند، همچنین می‌توانند برای تبعیض علیه افراد کم‌درآمد استفاده شوند. داده‌های دیجیتال همچنین برای ردیابی و نظارت بر افراد استفاده می‌شوند. با ظهور شهرهای هوشمند، افزایش ثبت دیجیتال و بیومتریک در سراسر جهان به یک هنجار تبدیل می‌شود. مفهوم «عدالت داده‌ها» آگاهی از این پدیده را به ارمغان می‌آورد و با ایجاد قوانین قانونی، استفاده از داده‌ها را به صورت اخلاقی و اخلاقی تشویق می‌کند. روش‌هایی که می‌توانند برای افزایش مراقبت از داده‌ها استفاده شوند، استفاده از ابزارهایی مانند مسدودکننده‌های تبلیغات، مسدودکننده‌های کوکی، تشخیص و رهگیری مناسب بدافزار، مسدود کردن سایت، ابزارهای رمزگذاری و خدماتی برای انصراف از پایگاه‌های داده تحت کنترل دلالان داده است.

## محاسبات آهسته
مراقبت از داده‌ها مستلزم «محاسبات آهسته» می‌باشد، که روشی اخلاقی برای استفاده اخلاقی از داده‌های افراد است که هدف آن محافظت از حریم خصوصی آنها در رابطه با سیستم‌های داده‌محور می‌باشد. به عبارت دیگر، محاسبات آهسته، محافظت از اطلاعات خصوصی افراد در دستگاه‌های دیجیتال و تلفن همراه را در اولویت قرار می‌دهد، به طوری که آنها بتوانند بدون احساس آزار و اذیت، استرس یا سوءاستفاده به هر نحوی از این دستگاه‌ها استفاده کنند. سپس مردم می‌توانند از این دستگاه‌ها در هماهنگی با جنبش زندگی آهسته بهره ببرند؛ جنبشی که بر اصول لذت، صبر، استقلال فردی، اصالت، مسئولیت‌پذیری و پایداری تأکید دارد. اجرای ایده محاسبات آهسته شامل تشویق شرکت‌ها به استفاده از مقررات بازار محور در مورد داده‌ها و ترویج شیوه‌هایی مانند طراحی حریم خصوصی است. همچنین تشویق احزاب سیاسی به اجرای ایدئولوژی‌های محاسبات آهسته در سیستم‌های خود به عنوان پیشنهادهای سیاستی است. دولت‌ها همچنین می‌توانند روش محاسبات آهسته منحصر به فرد خود را برای مراقبت بهتر از داده‌ها اجرا کنند، اصول اطلاعات منصفانه، طراحی حریم خصوصی، تصویب قوانین جدید که از حقوق مردم محافظت می‌کند را تشویق کنند، در عین حال از روش‌های دیگر محاسبات آهسته در برنامه‌ها و شیوه‌های خود استفاده کنند. اجتناب از استخراج داده‌ها نیز به بهبود مراقبت از داده‌ها کمک خواهد کرد؛ اقدامات هدایت‌شده توسط صنعت، دولت و سیاست‌گذاران با استفاده از مقررات جدید و حاکمیت داده‌ها که توسط جوامع مورد توافق قرار گرفته است. یک جامعه و اقتصاد دیجیتال که بر دنیای محاسبات کند تمرکز دارد، بر انصاف، برابری و عدالت تمرکز خواهد کرد.